# Била Церква
Била Церква (на украински: Біла Церква; на руски: Белая Церковь, в превод Бяла църква) е град с областно значение в Киевска област, Украйна, административен център на Белоцерковски район.

## География
Разположен е на около 80 km от Киев на бреговете на река Рос. Населението му наброява 200 000 жители (2003). В Била Церква се намира огромният парков комплекс „Александрия“, разположен на повече от 200 хектара площ, който е започнат в 1793 година.

## История
Градът е основан през 1032 година от киевския княз Ярослав Мъдри и е наречен Юриев (от православното му име Юрий, дадено му при кръщението). През 1240 година, по време на монголо-татарското нашествие, градът е унищожен, като от него остават само руините на местната черква. Около тези руини по-късно бил издигнат новият град, който от 1363 година влиза в състава на Великото литовско княжество.
През 1569 година града преминава към Полша. От 1712 година отново е част от Полша, като през 1774 година последният полски крал – Станислав Август Понятовски, го дарява в чест на короната на Франциск-Ксаверий Браницки.
След третото разделение на Полша градът става част от Руската империя (1795).
В годините на управление на СССР Била Церква е превърнат във важен промишлен център.
При избухването на Балканската война в 1912 година човек от Белая церков е доброволец в Македоно-одринското опълчение.
По време на Втората световна война градът е окупиран от войските на Нацистка Германия 950 дни. През това време е почти напълно разрушен, а броят на жителите му намалява драстично. През 1941 година нацистите избиват много еврейски деца.

## Личности
Родени в Била Церква
- Николай Муковос (1874 – ?), македоно-одрински опълченец, Инженерно-техническа част на МОО, 1 рота на 5 одринска дружина[3]
- Вадим Лазаркевич (1895 – 1963), руски художник, живял и творил в България
- Людмила Павличенко (1916 – 1974) – съветска снайперистка.